# Wayne Bartholomew
Wayne Bartholomew, detto Rabbit (Coolangatta, 30 novembre 1954), è un surfista australiano.
È stato campione del mondo di surf nel 1978, chiamato "rabbit" per la sua velocità nei campi di calcio. È l'unico surfista diventato campione pur avendo iniziato a surfare relativamente tardi (14 anni). Famoso per il suo stile nel surfare i grandi tube. Il 25 luglio del 2008 è stato introdotto nella Surfers Hall of Fame.